# حلبة دي سبا فرانكورشومب

مسار حلبة سبا دي فرانكورشان

حلبة دي سبا فرانكورشومب هي حلبة لسباق السيارات في فرانكورشومب ضمن بلدية سبا ، بلجيكا، وتستضيف سباق الجائزة الكبرى البلجيكي للفورمولا واحد إضافة إلى عدد آخر من مسابقات رياضة السيارات والرياضات آلية كسباق سبا للتحمل على مدار 24 ساعة. كما أنها مكان لجميع أحداث نادي فولكس واجن 25 ساعة من سبا والذي تديره كأس يونيرويال فن. وتعتبر الحلبة واحدة من حلبات السباق الأكثر تحديا في العالم، ويرجع ذلك أساسا لطبيعة الحلبة السريعة والملتوية عبر التلال الطبيعية.
صممت في عام 1920 من قبل دي جول وهنري لانجلوا ، واستخدم في ذلك الوقت الطرق العامة التي تربط بين مدينتي فرانكورشومب ومالمدي وستافلوت. وكان من المقرر أن يستضيف السباق الافتتاحي في أغسطس 1921، وجرى إلغاء ذلك التاريخ بسبب أنه لم يكن هناك سوى واحد مشارك. وعقد أول سباق للسيارات في الحلبة في عام 1922، وبعد ذلك بعامين شهد استضافة أول سباق للتحمل 24 ساعة من السباق الشهير الآن فرانكورشان. واستضافت الحلبة أول سباق للجائزة الكبرى في عام  1925.

## أعلام
- ستيفان بيلوف
- كريس بريستو
- ألان ستايسي
- أنطوان هوبير